# Дворяне
Дворяне (словен. Dvorjane) — поселення в общині Дуплек, Подравський регіон‎, Словенія.